# Nederlands Ereveld Hannover

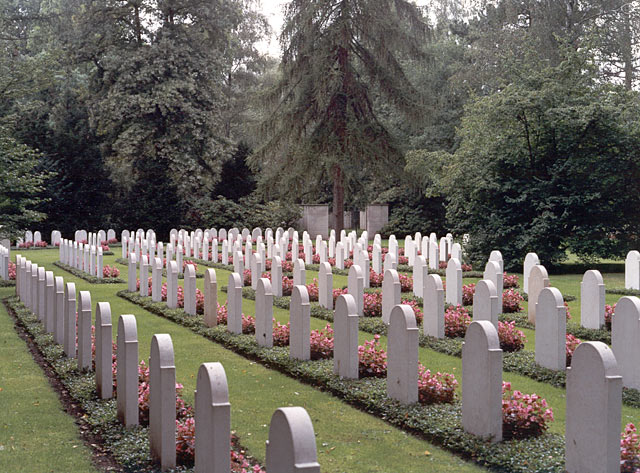
Erebegraafplaats Hannover

Het Nederlands Ereveld Hannover is een ereveld dat deel uitmaakt van het Friedhof an der Seelhorst aan de Garkenburgstrasse in Hannover en is de laatste rustplaats voor 417 Nederlandse oorlogsslachtoffers.
Op ereveld Hannover liggen oorlogsslachtoffers en soldaten die omkwamen in Nedersaksen, Duitsland. Op het ereveld staat ook een monument voor 108 Nederlandse oorlogsslachtoffers waarvan de laatste rustplaats niet bekend is.